# Slavomír Kňazovický
Slavomír Kňazovický (* 3. května 1969 Piešťany) je bývalý slovenský rychlostní kanoista. Jeho silnou disciplínou byl sprint na kánoi, který však v jeho době ještě nebyl olympijskou disciplínou. V roce 1997 vyhrál mistrovství Evropy v rychlostní kanoistice v Plovdivu na trati 200 m, na mistrovství světa v rychlostní kanoistice byl na této trati druhý v roce 1998 a třetí v roce 1999, získal také bronz se slovenskou čtyřkánoí na MS 1994.
Zúčastnil se tří olympijských her. V roce 1992 byl jako reprezentant Československa čtvrtý na 500 metrů, v roce 1996 vybojoval na stejné trati pro samostatné Slovensko stříbrnou medaili, na hrách 2000, kde byl vlajkonošem slovenské výpravy, obsadil na pětistovce páté místo. Je absolventem Fakulty telesnej výchovy a športu Univerzity Komenského v Bratislavě, po ukončení závodní kariéry působil jako trenér.